# DEN 1048-3956
DEN 1048-3956은 공기펌프자리에 있는 적색 왜성으로 지구에서 13.17광년 떨어져 있다. 2003년 발견되었으며, 질량은 태양의 6 ~ 9 퍼센트이며 밝기는 0.00015 퍼센트에 불과하다. 분광형은 M8.5V이며 겉보기 등급은 17.39로, 항성이 될 수 있는 하한선의 바로 위에 위치한 존재이다. 매우 어둡기 때문에 맨눈으로 이 별을 관측하는 것은 불가능하다.

## 같이 보기
- 가까운 별 목록